# Cala Petita (Santanyí)
Cala Petita, també coneguda amb els noms de Caló de les Dones, Caló Petit o també Cala d'Or, és una cala de Cala d'Or situada al sud-est de l'illa de Mallorca, entre Cala Llonga i Cala Gran. És la cala central de la urbanització de Cala d'Or, motiu pel qual sovint pren el nom de la dita urbanització.
Es tracta d'una cala flanquejada per roques de poca altura que forma una petita platja d'arena, envoltada de xalets els quals, no obstant això, resten amagats per la frondositat dels pins que s'hi varen conservar. La Punta del Fortí arrecera la cala i la protegeix del corrent i les ones, però impedeix de veure la mar oberta, de manera que de dins la cala fa la sensació que no estigui connectada amb la mar oberta.
Just devora l'arenal es troba l'Hotel Cala d'Or, el primer hotel de la urbanització, el qual va obrir l'any 1935, dissenyat per l'arquitecte Médard Verbugh.
El nom tradicional de la cala, abans de la urbanització de la zona, era Caló de les Dones, tot i que també era conegut com a Caló Petit. Amb el projecte d'urbanització, el promotor Josep Costa va imposar el nom de Cala d'Or, que eventualment fou aplicat a la dita cala, tot i que en general designa el conjunt de la urbanització. El nom de Cala Petita, també recent, contraposa la cala a la veïna Cala Gran.